# Gilles Quispel
Gilles Quispel (Róterdam, 30 de mayo de 1916 - El Gouna, Egipto, 2 de marzo de 2006) fue un teólogo holandés e historiador del cristianismo y el gnosticismo. Llegó a ser profesor emérito de historia del cristianismo primitivo en la Universidad de Utrecht. 

## Biografía
Tras sus estudios en Leiden y Groningen, su doctorado de 1943 en Utrecht versó sobre las fuentes de Tertuliano. Trabajó en el Evangelio de Tomás y se asoció estrechamente con la edición de la Biblioteca de Nag Hammadi. Se hizo muy famoso después de una de sus declaraciones en relación con el gnosticismo y el cristianismo primitivo: "El gnosticismo está a punto de convertirse en la religión mundial del siglo XXI", habida cuenta de que la mayoría de los estudiosos e investigadores jóvenes manifiestan un gran interés por este sistema religioso-filosófico, centrado en el conocimiento esotérico como medio de salvación, durante un seminario de verano de la Universidad de Ámsterdam, en 2000.

## Obra
- The Original Doctrine of Valentine, Amsterdam, North-Holland 1947.
- A Jewish Source of Minucius Felix, 1949.
- Gnosis als Weltreligion, 1951.
- Faust: Symbol of Western Man, 1967.
- Gnosis and The New Sayings of Jesus, Rhein-Verlag, 1971.
- The Birth of The Child: Some Gnostic and Jewish Aspects, Leiden: Brill 1973.
- From Mythos to Logos, Leiden: Brill 1973.
- Gnostic Studies, 2 vols., Estambul, 1974.
- Tatian and the Gospel of Thomas: Studies in the History of the Western Diatessaron, Leiden: Brill 1975. ISBN 90-04-04316-0
- The Secret Book of Revelation: The Last Book of The Bible, New York: McGraw-Hill, 1979. ISBN 978-0070510807
- Gnosis and Psychology, Leiden: Brill 1973.
- Jewish and Gnostic Man, (Eranos Lecures) 1986.
- Gnostica, Judaica, Catholica. Collected Essays of Gilles Quispel, edited by Johannes van Oort, Leiden: Brill 2008.

- Datos: Q606363